# 里瓦尔巴
里瓦尔巴（義大利語：Rivalba），是意大利都灵省的一个市镇。总面积10平方公里，人口1129人，人口密度112.9人/平方公里（2009年）。ISTAT代码为001213。

## 友好城市
- 西班牙彼罗拉